# DIABOLOS
DIABOLOS è un album di Gackt pubblicato nel 2005. Riprende il discorso Moon Project iniziato nel secondo e nel terzo album, Moon e Crescent. La quinta traccia "Metamorphoze" è stata usata nel remake di Z Gundam "A New Translation"

## Tracce
1. Misty – 2:18
2. Farewell – 4:28
3. Noesis – 5:50
4. Ash – 4:32
5. Metamorphoze – 3:40
6. Dispar – 3:27
7. Future – 4:48
8. Black Stone – 3:14
9. Storm – 3:41
10. Road – 5:06
11. Todokanai Ai to Shitteita no ni Osaekirezu ni Aishitsuzuketa... – 4:38